# Bữa tiệc

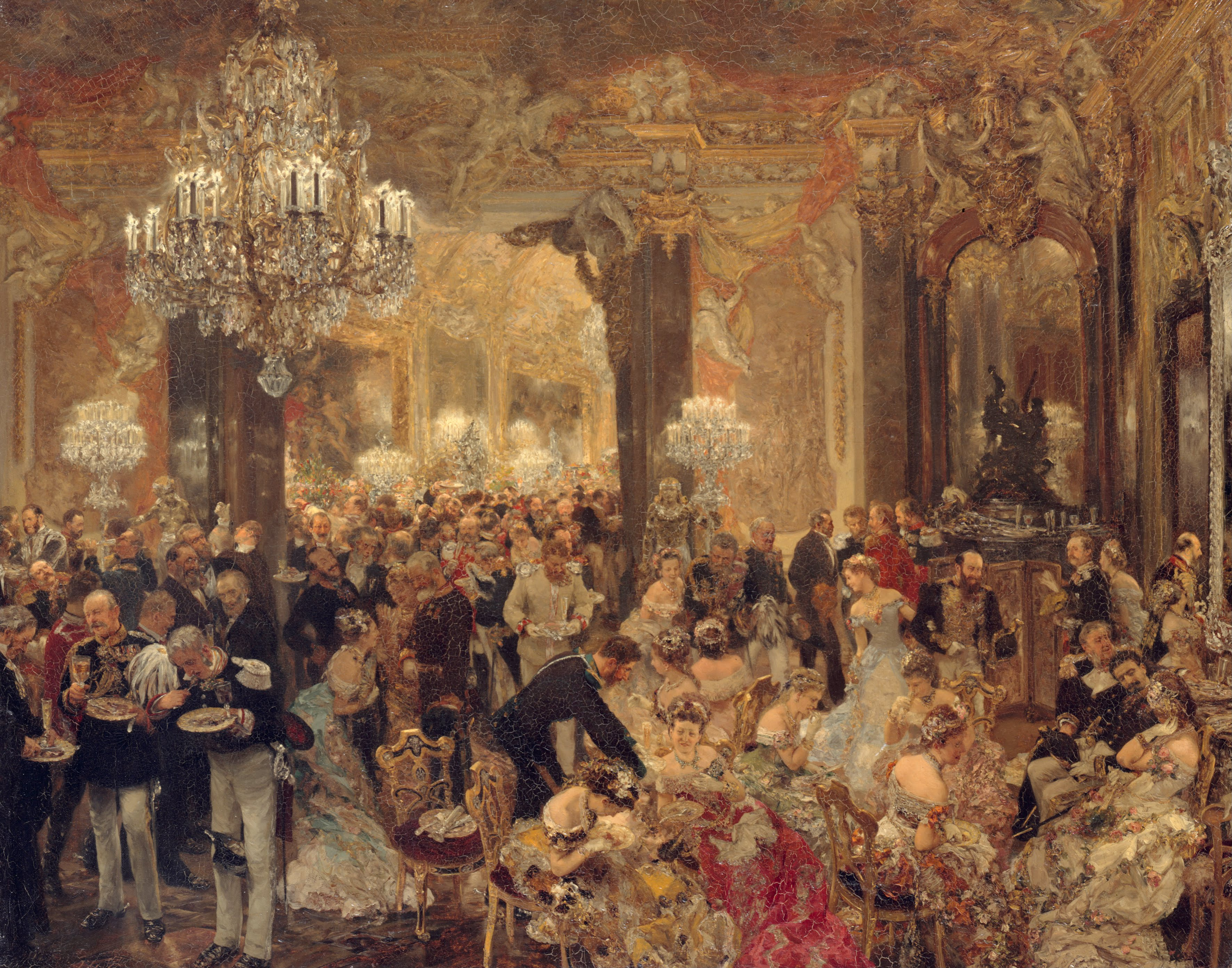
Một buổi dạ tiệc linh đình ở châu Âu

Bữa tiệc hay tiệc hoặc tiệc tùng (một số trường hợp có thể là bữa liên hoan, liên hoan nhẹ, liên hoan thân mật, chiêu đãi, bữa (chầu) nhậu...) là một sự kiện được tổ chức của một hoặc nhiều bên để mời những đối tượng đến tham gia vào một loạt cho các mục đích xã hội, truyền thống, tôn giáo, lễ nghi, hội thoại, giải trí hoặc các mục đích khác.
Một bữa tiệc thường sẽ có thức ăn và đồ uống kèm theo (những món ăn, đồ uống được dọn ra trong bữa tiệc thường thịnh soạn và linh đình hơn so với những bữa ăn thông thường) và cũng thường có âm nhạc kết hợp khiêu vũ, nhảy múa, hát hò trong một số trường hợp.
Một bữa tiệc được tổ chức có thể nhân một dịp, một sự kiện, một kỷ niệm, một ngày lễ hoặc bất kỳ các lý do khác nhau, thực khách đến có thể đến kèm theo quà cáp hoặc đến không. Địa điểm tổ chức bữa tiệc thường đa dạng, có thể là nhà riêng, nhà hàng, hộp đêm, quán, trong các phòng tiệc, phòng ăn....

## Các loại tiệc

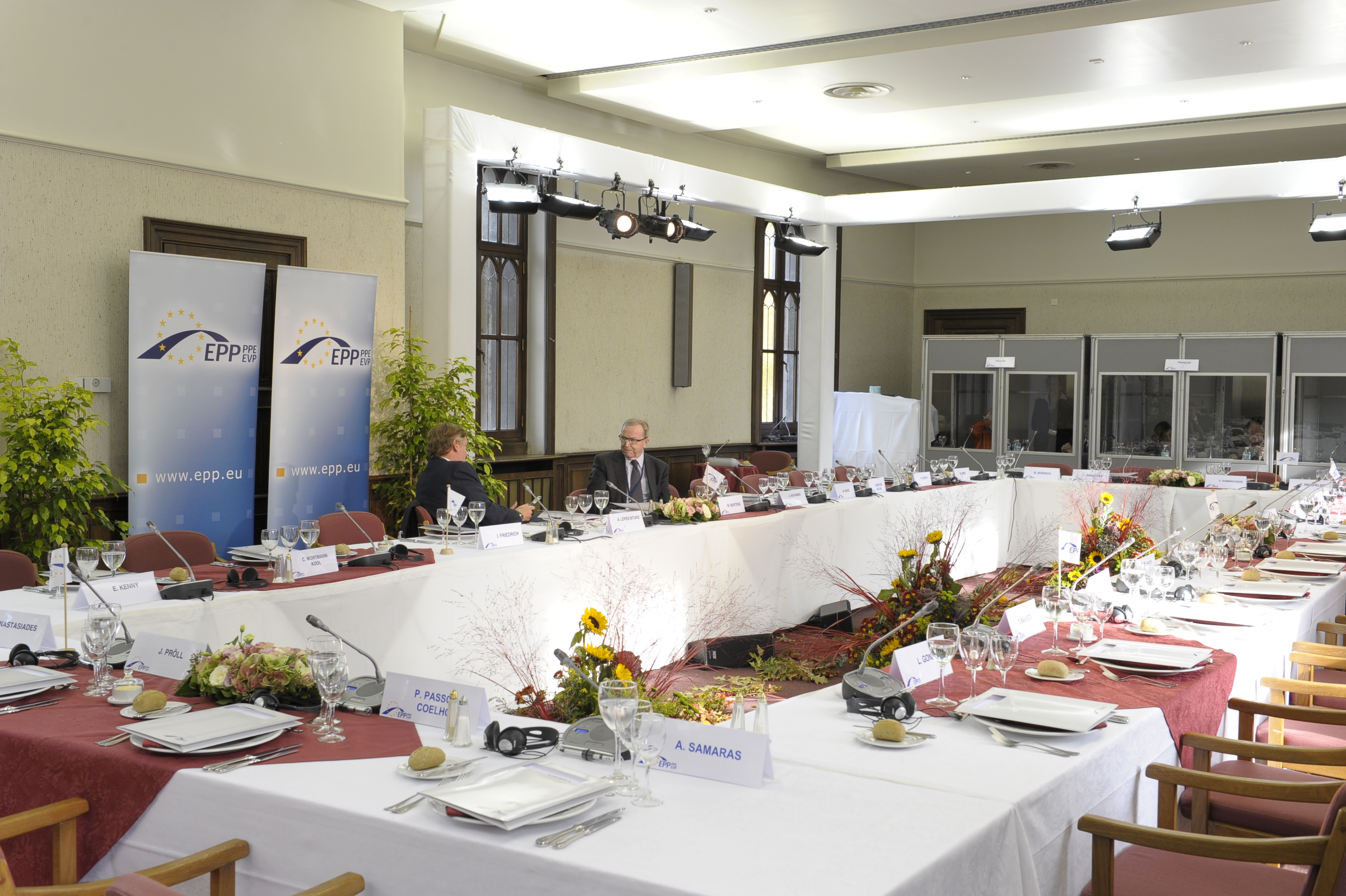
Một bữa tiệc mặn trong một hội nghị

Tùy theo tính chất của bữa tiệc mà có thể có nhiều cách gọi khác nhau về bữa tiệc như: tiệc cưới, tiệc sinh nhật, ăn hỏi, tất niên, hoặc tiệc Thánh, tiệc Ly, tiệc đứng (buffet), tiệc mặn (tiệc đêm/dạ tiệc, yến tiệc, tiệc liên hoan, tiệc chiêu đãi, tiệc cưới)...
Thời Phong kiến ngày xưa, để phục vụ cho cuộc sống xa hoa của các vua chúa và tầng lớp quý tộc nhiều buổi tiệc xa hoa, linh đình gây lãng phí đã được tổ chức (như bữa tiệc Mãn Hán Toàn Tịch), nhiều tác phẩm văn học đã miêu tả tại những bữa tiệc linh đình như thế. Ngay nay, việc tổ chức các buổi tiệc linh đình, sang trọng vẫn thường xuyên diễn ra, nhất là việc tổ chức các buổi chiêu đãi trọng thể....